# Raven Goodwin
Raven Tyshanna Goodwin (Washington, D.C., 24 de junho de 1992) é uma atriz americana. Ela é mais conhecida por interpretar Tangie Cunningham em Just Jordan, Ivy Wentz em Good Luck Charlie e Niecy Patterson em Being Mary Jane.

## Filmografia

### Cinema
| Ano  | Título             | Papel          | Notas          |
| ---- | ------------------ | -------------- | -------------- |
| 2001 | Lovely & Amazing   | Annie Marks    |                |
| 2003 | The Station Agent  | Cleo           |                |
| 2006 | Phat Girlz         | Jazmin 13 anos |                |
| 2007 | All About Us       | DJ             |                |
| 2017 | Snatched           | Lew            |                |
| 2020 | JG and the BC Kids | JG             |                |
| 2020 | In Sudden Darkness | Erica Moore    | Curta-metragem |
| 2024 | Lola               | Babina         |                |

### Televisão
| Ano       | Título                                    | Papel                                                  | Notas                                       |
| --------- | ----------------------------------------- | ------------------------------------------------------ | ------------------------------------------- |
| 2004-2005 | Malcolm in the Middle                     | Criança especial #2 / Ocupada #2 / Colega de classe #2 | 3 episódios                                 |
| 2005      | Strong Medicine                           | Tara                                                   | Episódio: "Infectious Love"                 |
| 2006      | Everybody Hates Chris                     | Tangee                                                 | Episódio: "Everybody Hates Valentine's Day" |
| 2006      | All of Us                                 | Courtney                                               | 2 episódios                                 |
| 2007-2008 | Just Jordan                               | Tangie Cunningham                                      | 30 episódios                                |
| 2008      | 30 Rock                                   | Pam                                                    | Episódio: "Believe in the Stars"            |
| 2010-2014 | Good Luck Charlie                         | Ivy Wentz                                              | 34 episódios                                |
| 2010      | Huge                                      | Becca Huffstatter                                      | 10 episódios                                |
| 2010      | Meet the Browns                           | Rose                                                   | Episódio: "Meet the Trainer"                |
| 2011      | Glee                                      | Sheila                                                 | 3 episódios                                 |
| 2011      | New Girl                                  | Desiree                                                | Episódio: "Bells"                           |
| 2011      | Good Luck Charlie, It's Christmas!        | Ivy Wentz                                              | Telefilme                                   |
| 2013-2019 | Being Mary Jane                           | Niecy Patterson                                        | 35 episódios                                |
| 2017-2019 | SMILF                                     | Eliza                                                  | 17 episódios                                |
| 2019      | American Soul                             | Violet                                                 | Episódio: "What Are You Looking At?"        |
| 2019      | Christmas Belles                          | Delia Ross                                             | Telefilme                                   |
| 2020      | The Clark Sisters: First Ladies of Gospel | Denise Clark Bradford                                  | Telefilme                                   |
| 2021      | Our Kind of People                        | Josephine                                              | Episódio: "Reparations"                     |
| 2022      | Single Black Female                       | Monica Harris                                          | Telefilme                                   |
| 2022-2025 | Abbott Elementary                         | Krystal                                                | 5 episódios                                 |
| 2023      | Christmas Rescue                          | Kym                                                    | Telefilme                                   |
| 2024      | Single Black Female 2: Simone's Revenge   | Monica Harris                                          | Telefilme                                   |
| 2024      | Grotesquerie                              | Merritt Tryon                                          | 10 episódios                                |
| 2024      | Style Me for Christmas                    | Tiffany                                                | Telefilme                                   |